# Der große Unbekannte (1927)
Der große Unbekannte (Filmtitel in Österreich: Der Unheimliche) ist ein deutscher Kriminalfilm, der auf dem Roman Der Unheimliche (Originaltitel: The Sinister Man) von Edgar Wallace basiert. Der Stummfilm wurde 1927 von der in Berlin ansässigen Noafilm GmbH produziert und am 17. November 1927 im Alhambra Kino am Kurfürstendamm uraufgeführt. Bei diesem Film handelt es sich um den ersten deutschen Edgar-Wallace-Film. Der Film kam vermutlich 1931 in synchronisierter Fassung als Tonfilm erneut in die Kinos und gilt heute als verschollen.

## Handlung

Ernst Reicher spielte den Polizeikommissar Bickerson, Fotografie (vor 1930)

Der britische Major Amery, den stets etwas Geheimnisvolles umgibt, kehrt aus Indien nach London zurück, um das Exportgeschäft seines verstorbenen Onkels zu übernehmen. In der Firma arbeiten auch der sonderbare Geschäftsführer Maurice Tarn und die Buchhalterinnen Jessie Damm und Else Marlowe. Die Polizei führt unterdessen einen Kampf gegen zwei rivalisierende Rauschgiftbanden. Maurice Tarn hat sich als Chef einer der Banden ein Vermögen ergaunert. Bei Soyoka, dem Chef der anderen Bande und einer in Indien weitverzweigten Geheimgesellschaft, handelt es sich um einen unbekannten Verbrecher, dessen Identität niemand kennt. Polizeikommissar Bickerson ist auf die Suche nach den Dunkelmännern.
Maurice Tarn vermutet, dass es sich bei Soyoka und seinem Chef Amery um ein und dieselbe Person handelt. Noch bevor Tarn, der die skrupellosen Methoden seines Rivalen fürchtet, mit seinem Geld flüchten kann, wird er erstochen. Die Buchhalterin Else wird Augenzeugin des grausamen Verbrechens und glaubt, den Chinesen Feng-Ho, einen Vertrauten Tarns, als Täter identifizieren zu können. Kommissar Bickerson, der die dunklen Geschäfte Tarns bereits durchschaut hat, gelingt es bereits am nächsten Tag Feng-Ho zu verhaften. Dieser kann für die Tatzeit ein Alibi nachweisen.
Dr. Hallam, Tarns junger Sozius, ahnte nichts von den Verbrechen seines Chefs. Gemeinsam mit Else öffnet er das Testament des Ermordeten. Daraus geht hervor, dass Else 800.000 Dollar erhält. Als die beiden Tarns Tresor öffnen, finden sie diesen leer. Hallam, der sich bei dem dicken Bankier Tupperwill nach dem Geld erkundigt, kann in Erfahrung bringen, dass Amery am Vortag 800.000 Dollar eingezahlt hat. Else und Hallam verdächtigen Amery, das Geld aus dem Tresor gestohlen zu haben. Unterdessen verbringt die scheinbar unbehelligte Buchhalterin Jessie mit ihrem Vater Mr. Damm einen Abend in einem Londoner Luxuslokal. Damm ist mit Dr. Hallam und dem Bankier Tupperwill befreundet. Jessie unterzeichnet mehrere Schecks mit dem Namen Stillman.
Kommissar Bickerson veranlasst bei Amery eine Hausdurchsuchung, kann dort jedoch nichts Verdächtiges finden, nachdem Else aus Amerys Schrank Kokain verschwinden lässt. Else ist nun überzeugt, dass Amery der gesuchte Soyoka ist. Durch einen verhafteten Rauschgiftschieber wird bekannt, dass Tarn sein Vermögen in Geheimfächern seines Koffers aufbewahrte. Bei Amerys Bankdepot handelt es sich in Wahrheit um ein Kuvert mit Papierschnipseln. Amery bemächtigt sich des Koffers, der sich bei der ahnungslosen Else befindet, und will mit dieser flüchten. Feng-Ho hält währenddessen den ebenfalls anwesenden Dr. Hallam in Schach. Kurz darauf wird Amery verhaftet, Tarns Mörder überführt und die Identität Soyakas geklärt.

## Hintergrund
Die Originalausgabe des Romans Der Unheimliche erschien 1924 unter dem Titel The Sinister Man. Die deutsche Erstübersetzung wurde 1928 vom Wilhelm Goldmann Verlag veröffentlicht. Die Filmprüfstelle versah den Film mit einem Jugendverbot. Bei den 1918 und 1919 gedrehten gleichnamigen Filmen handelt es sich nicht um Verfilmungen gleichen Inhalts.

## Kritiken
„Die völlige Unmöglichkeit, Entwicklungen vorauszuahnen, und die Schwierigkeit, die Schuldigen zu entlarven, nimmt die Aufmerksamkeit von Anfang an in Anspruch. Natürlich kann man die Geschichte nicht ernst nehmen, die ausdrucksstarke Darstellung wird jedoch in vielen Häusern Unterhaltung gewährleisten.“

## Weitere Stoffverfilmung
- The Sinister Man (Großbritannien 1961) – Regie: Clive Donner (mit John Bentley, Patrick Allen)